# Trần Bắc Hà
Trần Bắc Hà (19 tháng 8 năm 1956 - 18 tháng 7 năm 2019) từng là Chủ tịch Hội đồng quản trị Ngân hàng Đầu tư và Phát triển Việt Nam (BIDV) (2008-2016) và Tổng Giám đốc BIDV (2003-2007).
Tháng 5 năm 2018, Trần Bắc Hà bị Ủy ban Kiểm tra Trung ương kết luận có những vi phạm rất nghiêm trọng và đến mức phải xem xét, xử lý kỷ luật. Đến tháng 11 thì bị bắt và khởi tố với tội danh Vi phạm quy định về hoạt động ngân hàng. Trần Bắc Hà chết trong trại tạm giam ngày 18 tháng 7 năm 2019.

## Xuất thân
Bố của Trần Bắc Hà là Trần Đình Châu (1915-1969) nguyên quán ở xã Ân Thạnh, huyện Hoài Ân, tỉnh Bình Định, tham gia kháng chiến chống Pháp, sau năm 1954 tập kết ra Bắc. Trần Bắc Hà sinh ngày 19 tháng 8 năm 1956 tại tỉnh Hà Tây và từng ở phố Hàng Tre, quận Hoàn Kiếm, Hà Nội.

## Giáo dục
Trần Bắc Hà có bằng Cử nhân Đại học Tài chính Kế toán.

## Sự nghiệp
Tháng 2 năm 1981, lúc 25 tuổi, Trần Bắc Hà bắt đầu làm việc ở BIDV.
Sau 10 năm công tác, ngày 1 tháng 7 năm 1991, Trần Bắc Hà được bổ nhiệm làm Giám đốc BIDV Chi nhánh Bình Định. Trước đó ông từng giữ các chức vụ Giám đốc Sở Giao dịch III của BIDV, Giám đốc Công ty Quản lý nợ và Khai thác tài sản BIDV, Giám đốc Công ty Chứng khoán BIDV.
Bắc Hà giữ chức vụ Giám đốc BIDV Chi nhánh Bình Định đến ngày 30 tháng 9 năm 1999.
Từ ngày 1 tháng 10 năm 1999 đến ngày 14 tháng 5 năm 2003, Trần Bắc Hà là Phó Tổng giám đốc BIDV.
Tháng 5 năm 2003, là Ủy viên Hội đồng quản trị BIDV.
Từ ngày 15 tháng 5 năm 2003 đến ngày 31 tháng 12 năm 2007, làm Tổng giám đốc BIDV.
Từ 1/1/2008 đến 20/10/2011, làm Chủ tịch Hội đồng quản trị BIDV.
Từ 21/10/2011 đến 30/04/2012, Trần Bắc Hà là Chủ tịch Hội đồng thành viên BIDV.
Từ 1/5/2012 đến 1 tháng 9 năm 2016: Chủ tịch Hội đồng quản trị Ngân hàng Thương mại cổ phần Đầu tư và Phát triển Việt Nam.
Ngày 18/8/2016, Thống đốc Ngân hàng Nhà nước Việt Nam đã ký Quyết định số 1662/QĐ-NHNN về việc cho Trần Bắc Hà thôi làm Người đại diện phần vốn Nhà nước tại BIDV. Ông đại diện 40% vốn nhà nước (Ngân hàng nhà nước Việt Nam lúc này là cổ đông lớn nhất của BIDV với tỷ lệ sở hữu đạt 95,3%).
Trần Bắc Hà từng là Chủ tịch Hội đồng quản trị các công ty: Công ty TNHH Đầu tư và Phát triển Campuchia (IDDC), Công ty Đầu tư và Phát triển Myanmar (MIDC), Công ty TNHH Hai thành viên Đầu tư phát triển quốc tế (IIDC).
Trần Bắc Hà còn là Chủ tịch Hiệp hội Các nhà đầu tư Việt Nam sang Campuchia (AVIC), sang Lào (AVIL) và sang Myanmar (AVIM).
Sau khi nghỉ hưu, Trần Bắc Hà còn thành lập Công ty Sy Bun Huong (tên theo tiếng Lào) tại bản Kè, huyện Pakse, tỉnh Champasak, Lào.

## Tài sản
Tính đến tháng 6 năm 2018, tổng giá trị tài sản của gia đình Trần Bắc Hà tại Lào là gần 15000 tỉ đồng.
Ở Bình Định, vợ chồng Hà có Resort 4 sao tên Hoàng Gia Quy Nhơn ở địa chỉ số 1 Hàn Mặc Tử (phường Ghềnh Ráng, thành phố Quy Nhơn). Resort này được Tập đoàn Hoàng Anh Gia Lai chuyển nhượng cho Công ty CP Hoàng Anh Đất Xanh Quy Nhơn do vợ Hà là Ngô Kim Lan đại diện pháp luật vào trước năm 2010 với giá 135 tỉ đồng.

## Vụ bê bối

### Tin đồn bị bắt
Tối ngày 21 tháng 2 năm 2013, BIDV đã phát đi thông cáo báo chí bác bỏ tin đồn Trần Bắc Hà, Chủ tịch Hội đồng quản trị BIDV bị bắt. Tin đồn Hà bị bắt khiến thị trường chứng khoán Việt Nam giảm mạnh.

### Vụ án Phạm Công Danh
Theo kết quả điều tra bổ sung vụ án Phạm Công Danh thì Bắc Hà đã ký 12 báo cáo đồng ý chủ trương cho 12 công ty của Phạm Công Danh vay vốn.
Liên quan đến những sai phạm trong vụ cho vay 4.700 tỷ đồng đối với 12 công ty liên quan đến vụ án xảy ra tại Ngân hàng Xây dựng, Ủy ban Kiểm tra Trung ương nêu rõ: "Những vi phạm của đồng chí Trần Bắc Hà là rất nghiêm trọng, vi phạm của Ban Thường vụ Đảng ủy BIDV nhiệm kỳ 2010-2015, 2015-2020 và các đồng chí Đoàn Ánh Sáng, Trần Lục Lang là nghiêm trọng, làm ảnh hưởng xấu đến uy tín của tổ chức đảng và Ngân hàng BIDV, gây bức xúc trong xã hội, đến mức phải xem xét, xử lý kỷ luật". Trần Lục Lang hiện đang giữ chức Phó Tổng Giám đốc BIDV. Ngoài ra, ông còn đang nắm giữ chức vụ Chủ tịch HĐQT Ngân hàng Liên doanh Lào Việt (LVB), Chủ tịch HĐQT Tổng Công ty Cổ phần Bảo hiểm Ngân hàng Đầu tư và phát triển Việt Nam (BIC). Ông Đoàn Ánh Sáng, nguyên Ủy viên Ban Thường vụ Đảng ủy, Phó Tổng Giám đốc BIDV. Trần Lục Lang cùng với Đoàn Ánh Sáng (nguyên Phó tổng giám đốc BIDV) chịu trách nhiệm về những vi phạm, khuyết điểm của Ban Thường vụ Đảng ủy; cùng chịu trách nhiệm đối với một số khoản cho vay, bảo lãnh, đầu tư, quản lý nợ có vi phạm; chịu trách nhiệm về đề xuất, thẩm định chủ trương cho vay 4.700 tỷ đồng đối với 12 công ty liên quan đến vụ án xảy ra tại Ngân hàng Xây dựng.

### Khai trừ ra khỏi Đảng
Ngày 28-6, Ủy ban Kiểm tra trung ương khi xem xét, thi hành kỷ luật Ban Thường vụ Đảng ủy Ngân hàng thương mại cổ phần Đầu tư và phát triển Việt Nam (BIDV) và các cá nhân liên quan về các vi phạm, khuyết điểm đã quyết định thi hành kỷ luật bằng hình thức khai trừ ra khỏi Đảng đối với Trần Bắc Hà, nguyên bí thư đảng ủy, nguyên chủ tịch hội đồng quản trị.

### Bị bắt và khởi tố
Ngày 29/11/2018, Cơ quan Cảnh sát điều tra (Bộ Công an) tống đạt quyết định khởi tố bị can, khám xét, tạm giam với Trần Bắc Hà về tội Vi phạm quy định về hoạt động ngân hàng, hoạt động khác liên quan đến hoạt động ngân hàng, theo điều 206 Bộ luật Hình sự 2015.

### Phong tỏa tài sản
Tài sản đứng tên cá nhân hay doanh nghiệp ở thành phố Quy Nhơn liên quan đến gia đình ông Hà bị phong tỏa để phục vụ điều tra. Cơ quan cảnh sát điều tra yêu cầu các cơ quan chức năng tỉnh Bình Định cung cấp hồ sơ nhà đất đặt trụ sở các doanh nghiệp liên quan đến Trần Bắc Hà, gồm: Công ty cổ phần du lịch Hoàng Anh Đất Xanh Quy Nhơn, Tập đoàn An Phú và Công ty Đầu tư chăn nuôi Bình Hà. Cả khu resort 4 sao Hoàng Gia do Công ty Hoàng Anh Đất Xanh Quy Nhơn sở hữu cũng bị phong tỏa. Những tài sản vừa nêu vợ ông Hà đã chuyển cho em gái nhưng vẫn bị phong tỏa.

## Vụ án Trần Bắc Hà
Cơ quan cảnh sát điều tra (CSĐT) Bộ Công an vừa kết thúc điều tra vụ án "vi phạm quy định về hoạt động ngân hàng, hoạt động khác liên quan đến hoạt động ngân hàng", "lừa đảo chiếm đoạt tài sản", "lạm dụng tín nhiệm chiếm đoạt tài sản" xảy ra tại Ngân hàng TMCP Đầu tư và phát triển Việt Nam (BIDV), Công ty CP chăn nuôi Bình Hà, Công ty TNHH thương mại và dịch vụ Trung Dũng; chuyển hồ sơ đề nghị Viện KSND tối cao truy tố 12 bị can về các tội danh nêu trên.
Trong thời gian từ năm 2008 đến tháng 9-2016, ông Trần Bắc Hà giữ chức vụ chủ tịch HĐQT BIDV, đại diện 40% vốn nhà nước tại BIDV. Năm 2012, BIDV chuyển sang hoạt động dưới hình thức công ty cổ phần. Lợi dụng chức vụ và quyền hạn của mình, ông Hà đã có hàng loạt sai phạm như vi phạm nguyên tắc tập trung dân chủ, quy chế làm việc của BIDV, lấy danh nghĩa BIDV trực tiếp thực hiện các hoạt động xúc tiến đầu tư tại Hà Tĩnh cho công ty "sân sau" do ông Hà sáng lập.
Cụ thể, ông Hà chỉ đạo thành lập 2 công ty gồm: Công ty CP Tập đoàn An Phú (do Trần Duy Tùng - con trai ông Hà - làm chủ) và Công ty CP chăn nuôi Bình Hà (do ông Hà nhờ 3 cá nhân không có năng lực tài chính đứng tên thành lập). Ông Hà đã chỉ đạo phê duyệt cấp tín dụng với các ưu đãi trái quy định của Ngân hàng Nhà nước và BIDV. Trong khi đó, 2 công ty "sân sau" của ông Hà là công ty Bình Hà và Trung Dũng không đủ năng lực tài chính vốn tự có để thực hiện dự án; cũng không đủ điều kiện để cấp tín dụng theo quy định của Ngân hàng Nhà nước và BIDV.
Cơ quan điều tra xác định việc cho vay tiền đã gây thiệt hại cho BIDV hơn 1.500 tỉ đồng. Trong đó khoản cấp tín dụng với Công ty Bình Hà gây thiệt hại hơn 683 tỉ đồng và khoản vay đối với Công ty Trung Dũng gây thiệt hại hơn 864 tỉ đồng.

## Qua đời
Ngày 18/7/2019, Trần Bắc Hà được xác nhận đã tử vong khi đang trong thời gian tạm giam chờ điều tra về những sai phạm trong hoạt động ngân hàng tại BIDV. Trần Bắc Hà bị tạm giam ở trại quân đội tại Sóc Sơn và được xác định tử vong với nguyên nhân được cho là bị bệnh. Trần Bắc Hà được đưa vào Bệnh viện Quân y 105 sáng 18 tháng 7 và được xác định "tử vong ngoại viện" (chết trước khi đưa vào bệnh viện). Hà nhiều năm nay có trọng bệnh về gan và từng chữa trị ở nước ngoài.

## Gia đình
Trần Bắc Hà có vợ là Ngô Kim Lan. Ngô Kim Lan cho đến cuối năm 2017 là người đại diện pháp luật của Công ty cổ phần Hoàng Anh Đất Xanh Quy Nhơn, thành lập năm 2009, chủ đầu tư Resort Hoàng Gia Quy Nhơn 4 sao.
Trần Bắc Hà và Ngô Kim Lan có hai người con, con gái là Trần Lan Phương và con trai Trần Duy Tùng. Trần Duy Tùng là Chủ tịch HĐQT Công ty cổ phần Tập đoàn An Phú thành lập năm 2009 với số vốn điều lệ 200 tỷ đồng. Trần Lan Phương là chủ Công ty TNHH xuất nhập khẩu Thiên Hưng thành lập năm 2014, nay có vốn điều lệ 300 tỉ đồng. Ngày 29 tháng 3 năm 2019, Cơ quan Cảnh sát điều tra (C03), Bộ Công an đã khởi tố bị can đối với Trần Duy Tùng để điều tra về hành vi lạm dụng tín nhiệm chiếm đoạt tài sản.